# Twilight (album Leony Lewis)
Twilight – (ang. Zmierzch) to album demo brytyjskiej piosenkarki Leony Lewis nagrany w 2004 roku, dwa lata przed tym, jak została ona zwyciężczynią reality show The X Factor.
Utwory z płyty wyciekły do internetu.
Leona Lewis zaśpiewała na żywo niektóre utwory z albumu podczas wywiadu z Colinem Murrayem. Były to piosenki "Paradise", "Twilight" i "Learn To Love". W tym samym wywiadzie Leona powiedziała, że niektóre utwory napisała w wieku 12 lat.

## Lista utworów
1. "Paradise" – 3:57
2. "Twilight" – 4:24
3. "Wings" – 4:15
4. "Words" – 4:24
5. "Fascinated" – 4:20
6. "Baby Girl" – 4:54
7. "Could You Be The One" – 4:31
8. "How Many Times" – 5:16
9. "I Can’t Help It – 4:34
10. "Learn To Love"  – 5:12
11. "So Deep" – 4:58
12. "It's All For You" – 4:07